# 인텔리전트 댄스 뮤직

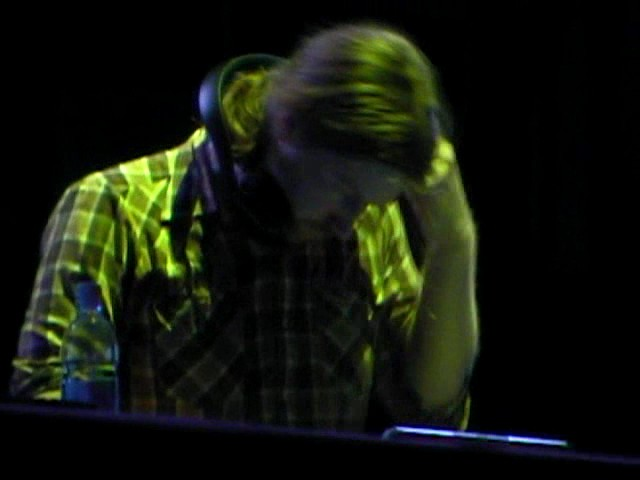

인텔리전트 댄스 뮤직(Intelligent Dance Music, 약칭: IDM)은 전자 음악의 장르 및 스타일의 하나이다. 대부분의 전자 음악이 두드러진 비트를 위주로 춤을 추기에 좋은 구성을 가지고 있는 데 반하여, IDM은 두뇌 댄스 (Brain Dance)라는 단어로도 알려져 있듯 음악에 맞춰 춤을 추기보다는 추상적인 음색과 구성으로 된 감상에 더 어울린다고 평가되는 음악이다. IDM은 90년대 초에 등장한 일렉트로니카 음악의 한 장르이다. 곡의 구성은 장르의 성격이나 관습보다는 개인의 경험에 의해 좌우된다.

## 같이 보기
- 테크노